# Порто-Реканати
Порто-Реканати (итал. Porto Recanati) — коммуна в Италии, располагается в регионе Марке, в провинции Мачерата.
Население составляет 11 595 человек (2008 г.), плотность населения составляет 669 чел./км². Занимает площадь 17 км². Почтовый индекс — 62017. Телефонный код — 071.
Покровителем коммуны почитается святой Иоанн Креститель, празднование 29 августа.

## Демография
Динамика населения:

## Администрация коммуны
- Официальный сайт: https://web.archive.org/web/20190521044722/http://www.comune.porto-recanati.mc.it/

## Персоналии
- Бьяджо Бьяджетти — итальянский художник и реставратор, местный уроженец.